# Josef Stammel
Josef Anton Stammel, in vielen Quellen auch Josef Thaddäus Stammel, (getauft am 9. September 1695 in Graz; † 21. Dezember 1765 in Admont) war ein österreichischer Bildhauer des Barock.

## Leben

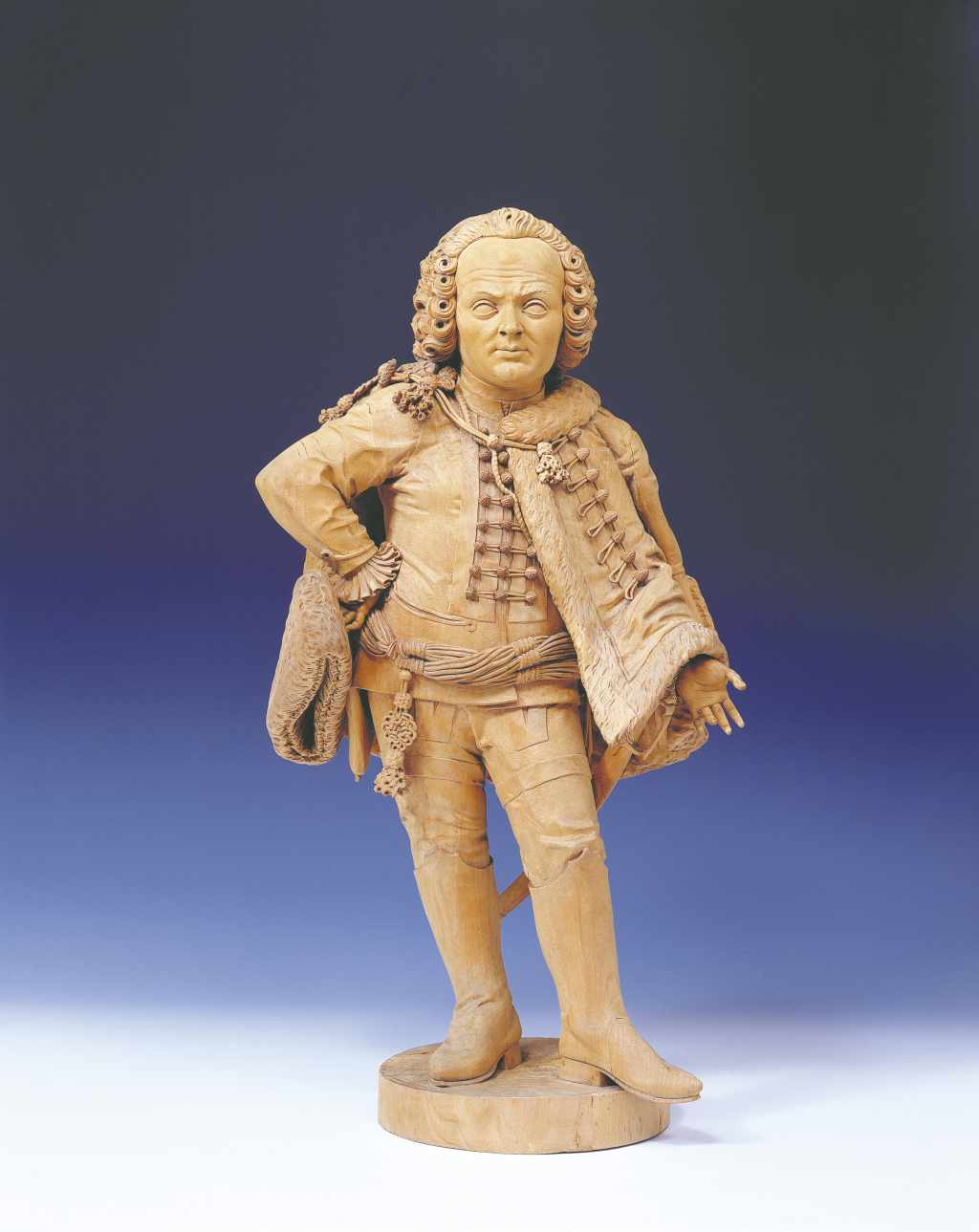
Josef Stammel, Zwergpage Oswald Eyberger, zw. 1745–1752, Stift Admont

Josef Stammel war das dritte von sechs Kindern des aus Bayern nach Graz zugewanderten Bildhauers Johann Georg Stämbl und dessen Frau Catharina, der Tochter des Eggenberger Hofbildhauers Andreas Marx.
Zum Leben und Wirken Stammels haben sich nur wenige Archivalien erhalten, die Forschung ist daher weitgehend auf Überlieferung und Vergleiche angewiesen. Als mögliche Lehrer werden der nicht näher fassbare Grazer Bildhauer Johann Zeilinger (oder Zeiringer) der Ältere sowie der in Graz tätige Hofkammer-Bildhauer Johann Jakob Schoy (1686–1733) genannt. Zwischen 1718 und 1725 wird eine Studienreise Stammels nach Italien auf Kosten des Benediktinerstiftes Admont mit den Stationen Venedig, Bologna, Padua, Mailand, Florenz, Rom und Neapel angenommen. Ab 1726 war Stammel bis zu seinem Tod fast ausschließlich im Auftrag des Benediktinerstiftes Admont für das Stift und dessen Pfarreien tätig.
Das Gesamtwerk Stammels kennzeichnet eine charakteristische Verschmelzung von alpenländischen und italienischen Einflüssen zu einem eigenständigen Stil. Die heimischen Einflüsse fußen vorwiegend auf der Kunsttradition des heutigen Innviertels (Thomas Schwanthaler, Meinrad Guggenbichler). Die italienischen Einflüsse lassen sich zum einen auf bestimmte Künstler wie Gianlorenzo Bernini (1598–1680) oder Giuseppe Maria Mazza (1653–1741) fokussieren und zeigen zum anderen starke Parallelen zum barocken Kunstschaffen Norditaliens, speziell jenem Venetiens, beziehungsweise zur sizilianischen Krippenbaukunst. Auch hinsichtlich der deutschen Malerei und Grafik (u. a. Albrecht Dürer) und italienischen Malerei der Renaissance und des Barock bestehen vielfältige Berührungspunkte. Der einzig belegte künstlerische Einfluss auf Stammel erfolgte vom ebenfalls für das Stift Admont tätigen Augsburger Maler und Stecher Gottfried Bernhard Göz (1708–1774).

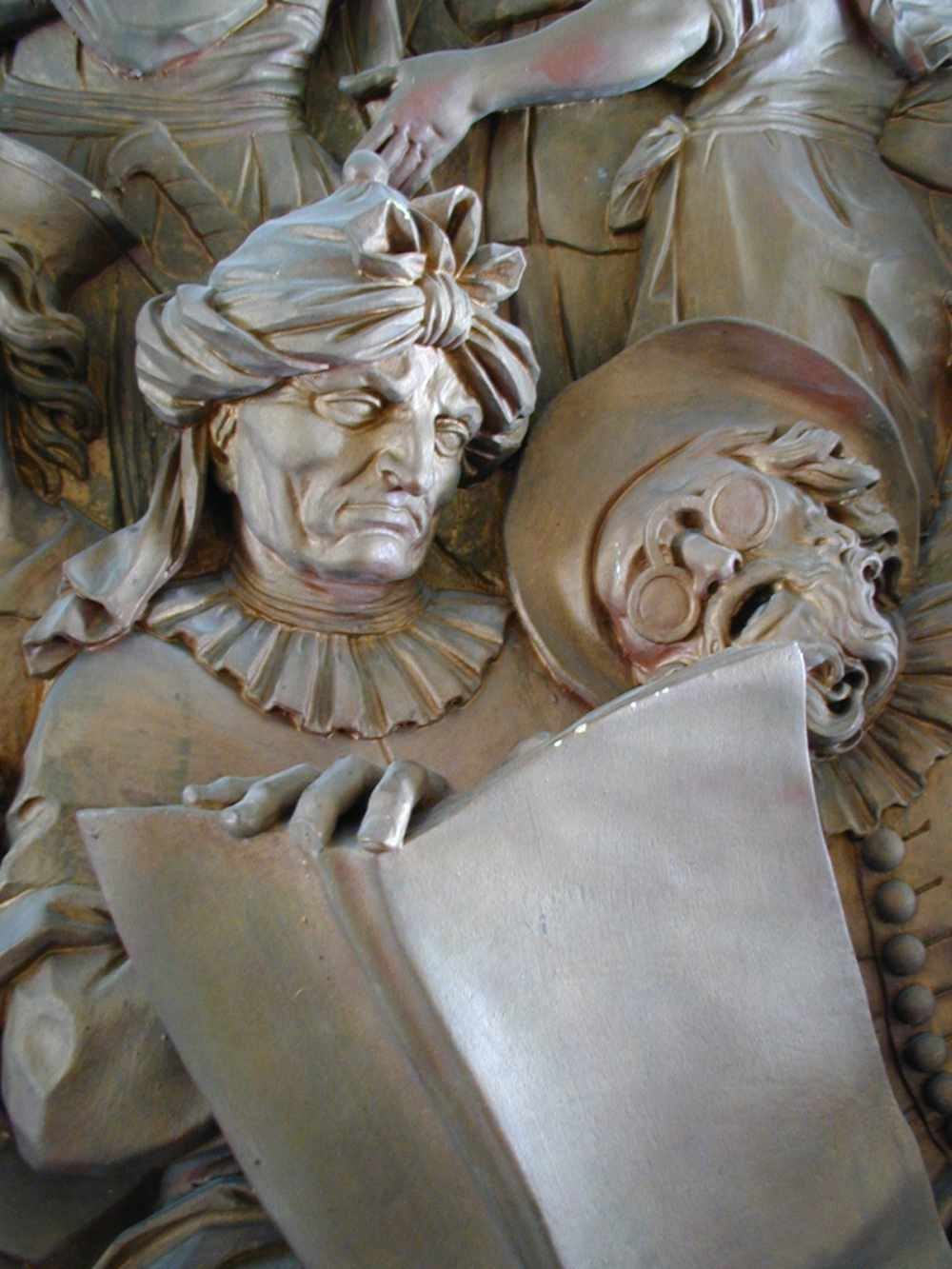
Jesus im Tempel lehrend (Ausschnitt), Relief, um 1750/55, Stiftsbibliothek Admont

Stammel beherrschte den Umgang mit verschiedenen Materialien wie Holz, Wachs oder Stein ebenso virtuos wie jenen mit unterschiedlichsten Dimensionen seiner Objekte von der Statuette bis zur überlebensgroßen Skulptur. Stammels Figurenwelt kennzeichnet ein starker emotionaler Ausdruck, eine schwere Pathetik und sprechende Gebärden. In meisterhafter Manier schildert er unterschiedliche Charaktere und Affekte. Seine Vorliebe für erzählerische, oft auch humoristische Details ist stets dem Gesamtausdruck und der klaren Komposition einer Figur oder einer Gruppe unterstellt. Die Kleinteiligkeit als Charakteristikum der Kunst nördlich der Alpen verstand er geschickt einzusetzen ohne sie jedoch dominieren zu lassen. Besonders in seinen Figurenszenerien wird Stammels Meisterschaft in der bühnenhaften Inszenierung deutlich. Seine Werke zeugen überdies von einem reichen Formen- und Motivschatz, den er das Gesamtwerk hindurch entweder etwas variiert oder in gleich bleibender Weise wiederholt.
Stammel war ein Großmeister des österreichischen Spätbarock, dessen Werk nicht nur eine regionale, sondern eine Größe von europäischem Rang kennzeichnet.
Der Bildhauer Josef Stammel erscheint in der Literatur fälschlich immer wieder unter Nennung des Beinamens „Thaddäus“. Schon 1926 machte Fritz Popelka darauf aufmerksam, dass das nicht seine Richtigkeit haben kann. Der Fehler tauchte erstmals vermutlich in einem Text von Ignaz Kollmann im Jahre 1834 auf. Es gilt heute als gesichert, dass der Vorname „Thaddäus“ in Zusammenhang mit Josef Stammel keine Berechtigung hat. Seine Verwendung bis in die heutige Zeit ist auf einen hartnäckigen Schleppfehler zurückzuführen.

## Werke
- Hauptaltar der Schlosskirche St. Martin in Straßgang bei Graz (1738–40)
- Weihnachtskrippe in der Pfarrkirche Kalwang (1751)
- Admonter Weihnachtskrippe (1755/56)
- Die vier letzten Dinge in der Stiftsbibliothek Admont (1760)